# تشرلو (هشترود)
تشرلو هي قرية في مقاطعة هشترود، إيران. عدد سكان هذه القرية هو 191 في سنة 2006.